# Château de Meux
Le château de Meux est situé en Charente-Maritime sur la commune de Meux. Il jouxte l'église romane.

## Historique
La terre et seigneurie de Meux, en Saintonge, relevait sous l'ancien régime du château et comté de Jonzac et jouissait du droit de haute, moyenne et basse justice.
Les premiers seigneurs de Meux remontent au XIIIe siècle, quand on trouve mention, en 1250, de Geoffroy de Meux puis de son fils Thomas qui laisse une fille, Marchande de Meux, mariée avec Simon de Montlieu. La fille de cette dernière, Agnès de Montlieu, meurt sans postérité si bien que la terre de Meux échoit, vers 1400, à Jeanne du Fresnay, femme d'Aymard de La Laigne. Puis, c'est à nouveau par les femmes que la terre Meux change de mains, quand Blanche de La Laigne, fille de ces derniers, l'apporte  en dot à Louis Chesnel. C'est à celui-ci, fils d'un gouverneur du château de Saint-Aubin-du-Cormier (en Ille-et-Vilaine) que l'on attribue parfois, à tort, la construction du château que nous connaissons.
C'est grâce à ce mariage puis à celui de son fils Jacques, qui épouse Béatrice de Sainte-Maure, la fille de son suzerain, que la famille Chesnel fait souche en Saintonge, avant de former différentes branches qui posséderont, notamment, les châteaux de Château Chesnel (à Cherves-Richemont, en Charente) et d'Écoyeux (en Charente-Maritime).
Sous les règnes de Louis XIII et de Louis XIV, la famille Chesnel, attirée par la vie de cour, se désintéresse de ses possessions saintongeaises au profit de terres situées en Beauvaisis et dans les environs de Compiègne, dont elle est devenue propriétaire, à la suite de différents mariages.
Finalement, au bout de neuf générations, c'est Charles-Maurice Colbert, marquis de Villacerf, abbé de Neauphle, agissant au nom d'Angélique-Élisabeth Chesnel, qui vend le château de Meux, en 1712, à Pierre Dudon, avocat du roi au parlement de Bordeaux. Par cette action, l'acquéreur investit la dot de sa femme, Brigitte de Laage, qui meurt prématurément, en août 1713, un an après son mariage. Pour cette raison, il doit céder dès 1714 sa terre de Meux à son beau-père, Jacques de Laage, maître d'hôtel du duc de Berry, futur baron de Bellefaye, conseiller secrétaire du roi en la grande chancellerie, dont le portrait peint par Largillière est conservé dans les collections du musée du Louvre.
Dès 1719, ce dernier vend le château de Meux à Antoine Bonnet, seigneur comte de Nègrepelisse (Tarn-et-Garonne), vicomte de Castillon, conseiller secrétaire du roi maison couronne de France à Montauban, qui se voit contraint de le rétrocéder en 1721 à Hélie de Laage (1676-1729), frère de Jacques et receveur des tailles de l'élection de Saintes.
La terre de Meux reste entre les mains de la famille de Laage, qui ajoute à son nom celui de Meux, jusqu'en 1853. Contrairement à ce qui a pu être écrit par ailleurs, ce n'est pas Hippolyte de Laage (1811-1883) qui se sépare alors du château, mais Jérôme de Laage (1777-1856), lieutenant-colonel du Génie, ancien député de Charente-Inférieure (1824-1827). Dès lors et jusqu'au début des années 1970, quand il est acquis par Monique Guilbaud, qui le sauve de la ruine, le château de Meux devient le siège d'une exploitation agricole.
Les façades et toitures du château et des communs, l'escalier à vis contenu dans la tour hexagonale et les cheminées intérieures du XVe siècle font l’objet d’une inscription au titre des monuments historiques par arrêté du 25 avril 1975.

## Architecture
L'entrée se fait par un porche qui donne sur le jardin bordé sur trois côtés de dépendances basses à toits de tuiles. En face, le logis, construit au XVe siècle durant la période de reconstruction après le départ des Anglais, est de style flamboyant, avec une tour polygonale à toit à pans coupés percé d'une fenêtre ornée de broderies de pierre.
Deux tours ont disparu, que l'on connait par des gravures.

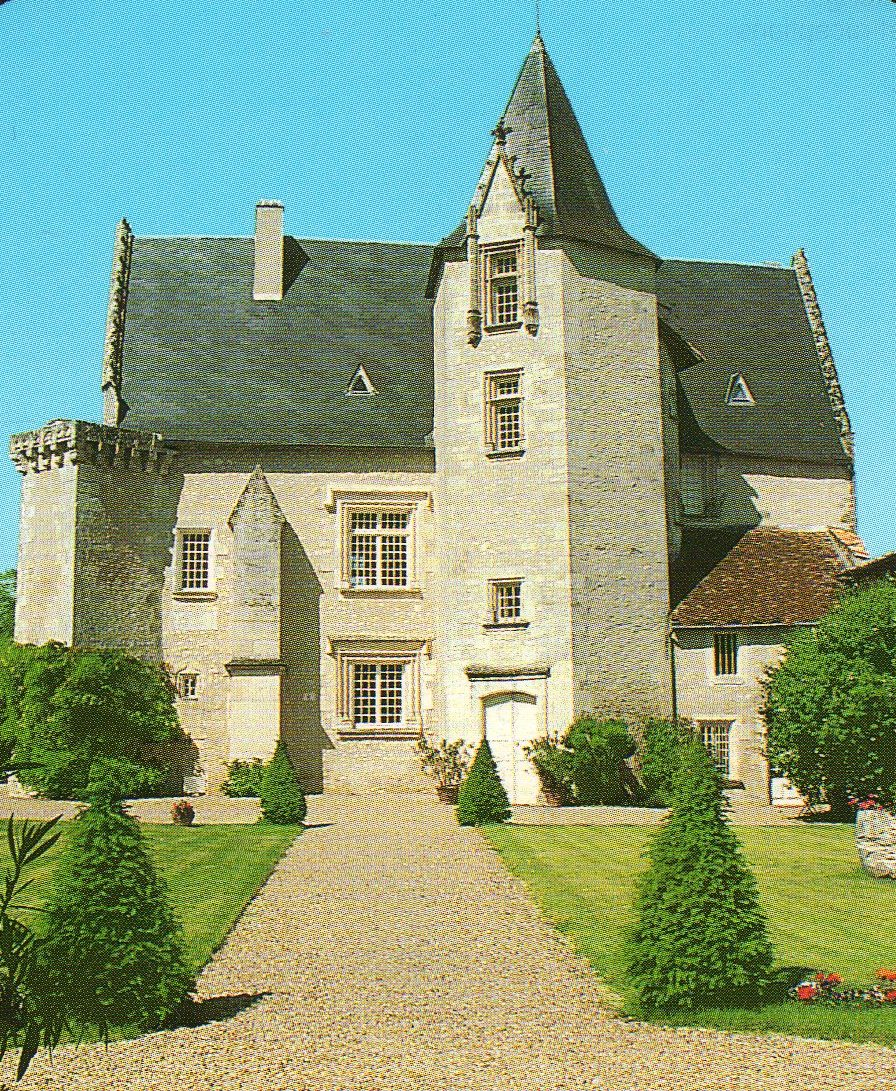
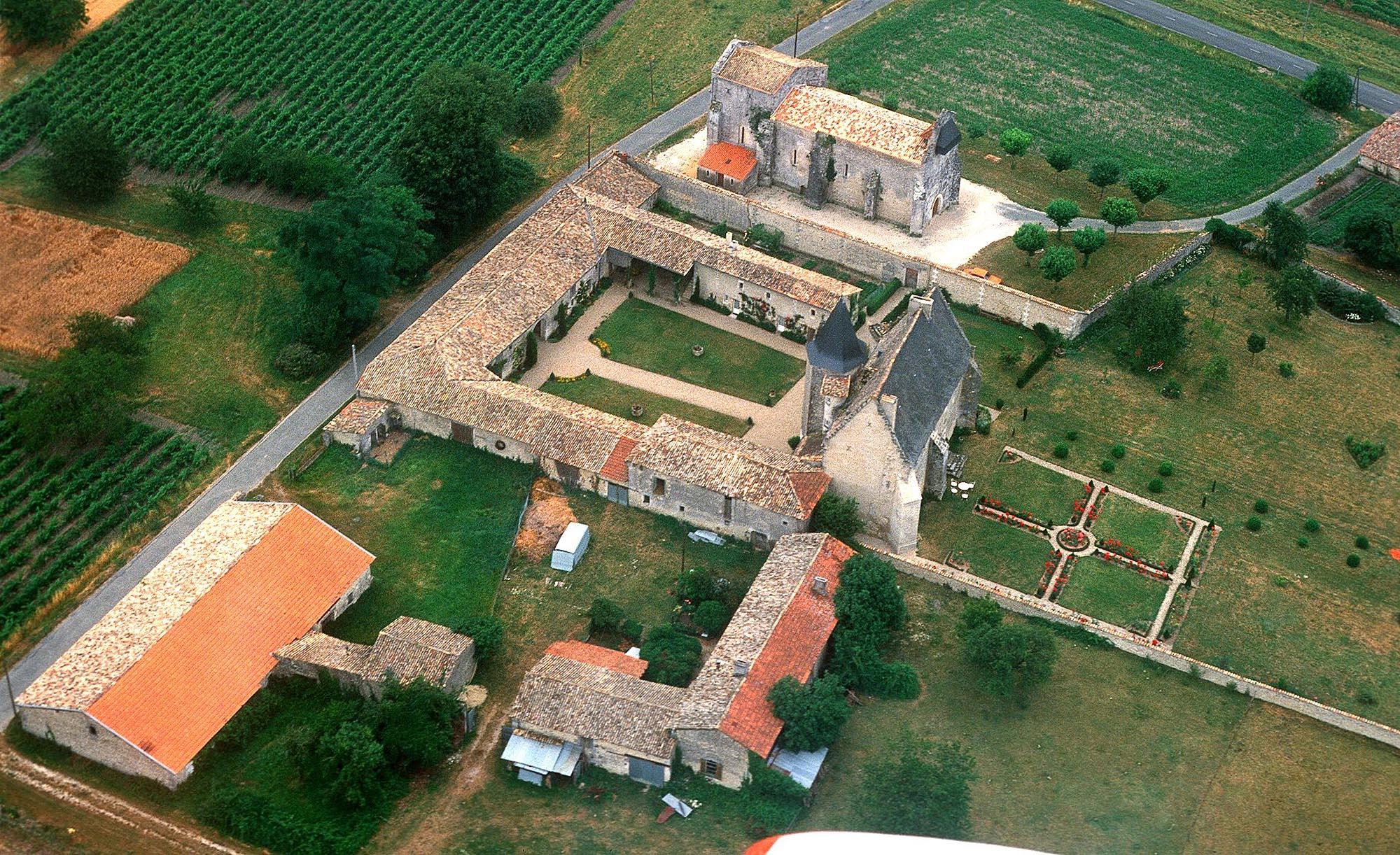
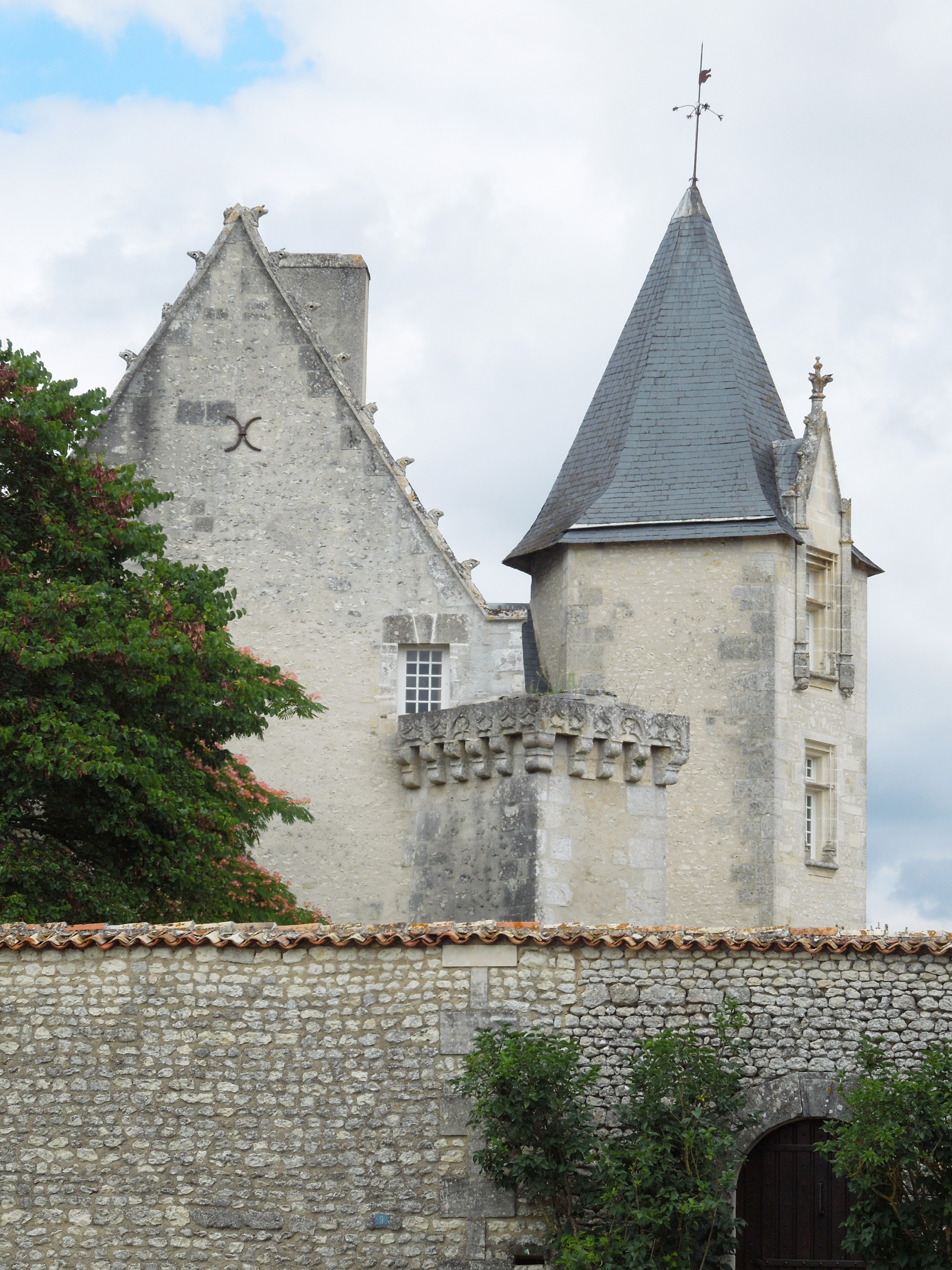
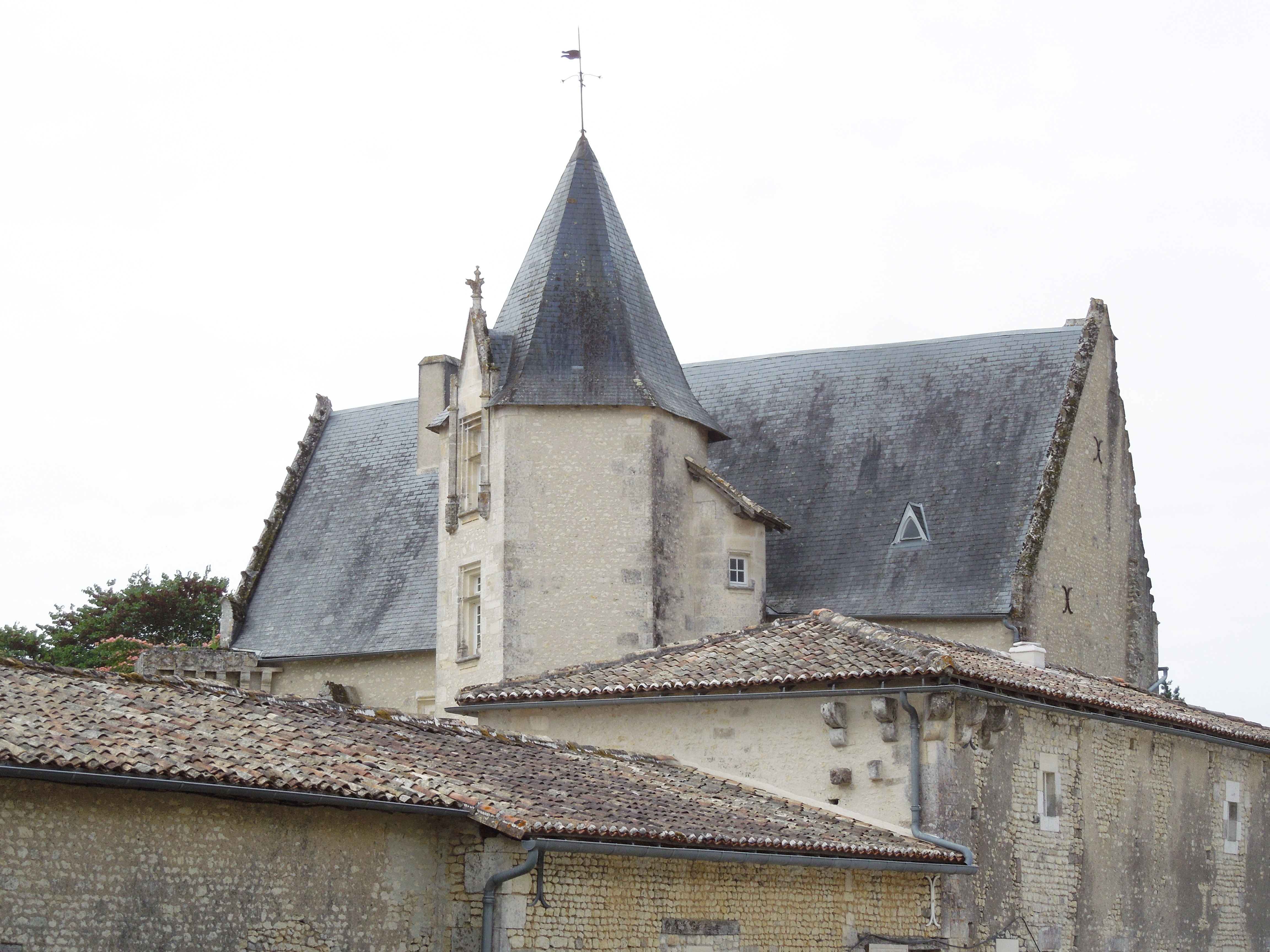
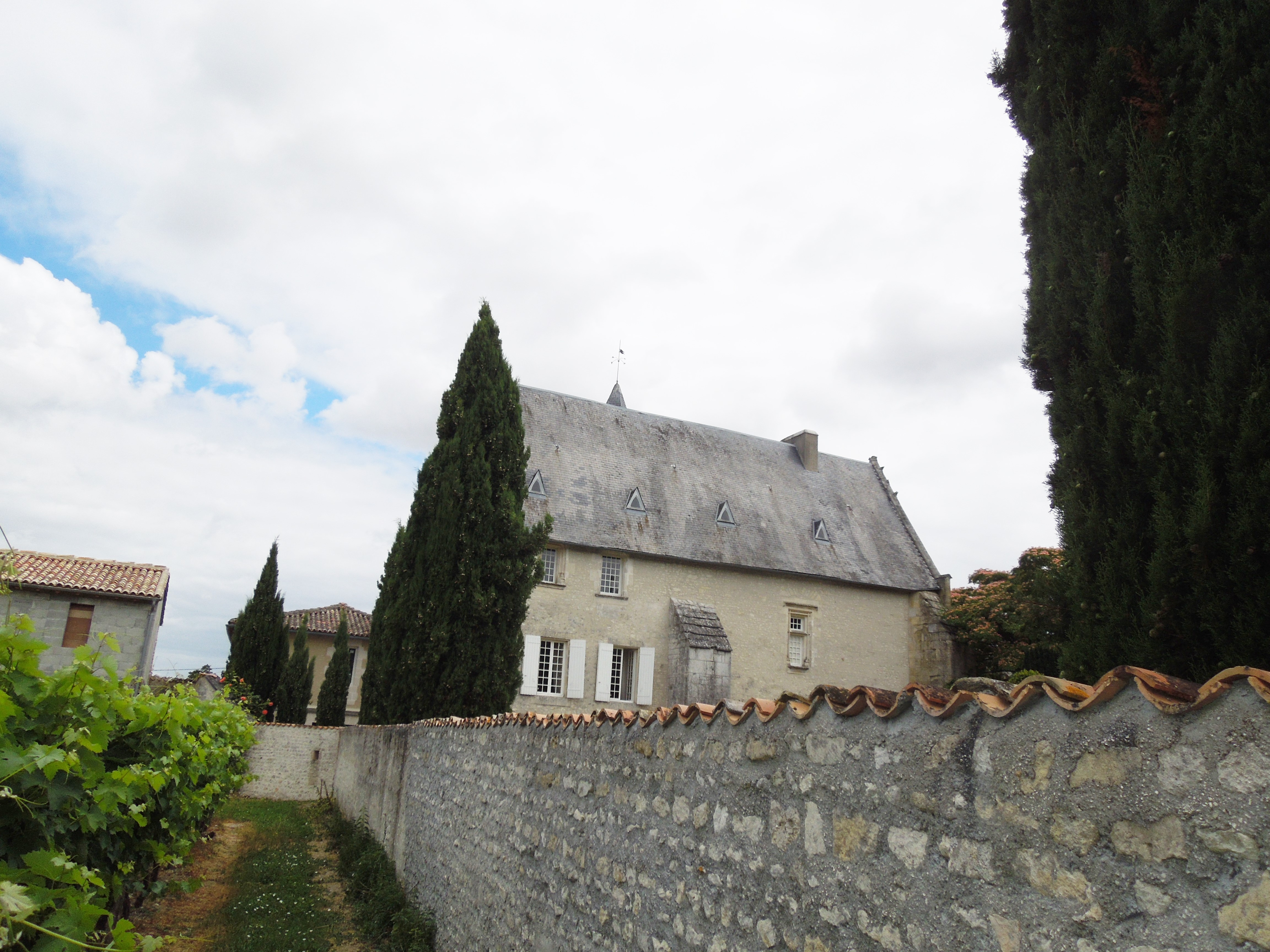
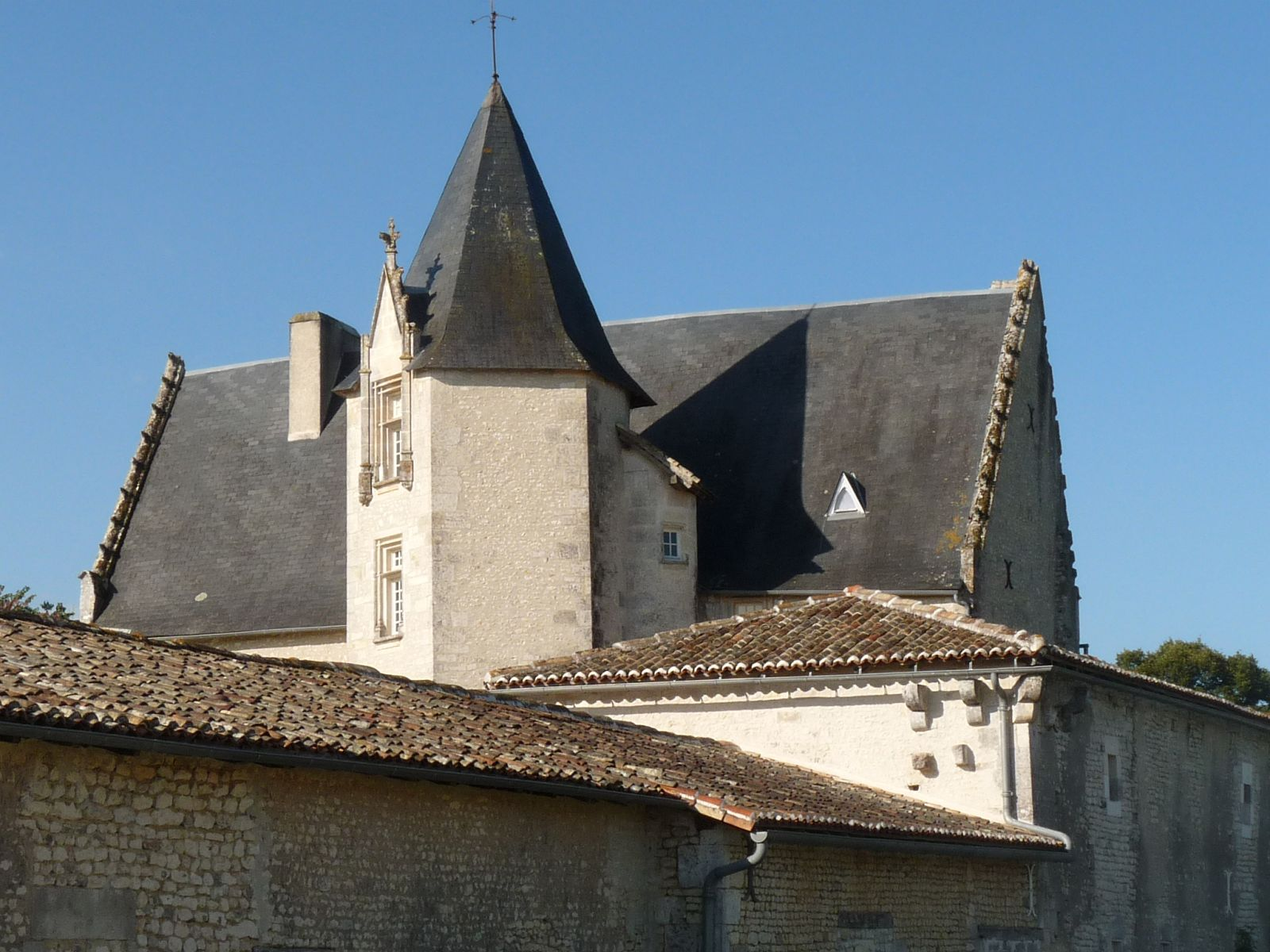

## Jardin
C'est un jardin à la française reconstitué à partir de 1972, avec huit ifs taillés en cône marquant l'intersection des allées et des quatre carrés de pelouse. Il est travaillé dans les verts de la pelouse, des ifs et des fusains et le rouge des lignes de petits rosiers. Une roseraie complète ce jardin.
Une haie taillée sépare du parc planté d'essences choisies pour leurs couleurs. Le potager et le verger traditionnels complètent cet ensemble de jardins.

## Visites
Il se visite du 1er juin au 30 septembre, de 14h30 à 18h30 (sauf le mardi).